# フー・イズ・イット
「フー・イズ・イット」（Who Is It）は、1992年のマイケル・ジャクソンのシングル。アルバム『デンジャラス』からの第5弾リカット・シングルである。

## 解説
ジャクソンは1993年2月10日、アメリカで最も有名なテレビ番組司会者として知られるオプラ・ウィンフリーのインタビューに出演した。このインタビューで「フー・イズ・イット」のアカペラバージョンを披露したことから、その後アメリカ全土のラジオ局でリクエストが殺到する「事件」が起きた。
この曲は『マイケル・ジャクソン:アルティメット・コレクション』(IHSミックス)、『エッセンシャル・マイケル・ジャクソン』にも収録されている。
デヴィッド・フィンチャー監督のショートフィルムはマイケルのこれまでの作品の中でもかなりストーリー性が高いものとされている。

## トラック・リスト
3" シングル
1. フー・イズ・イット
2. ロック・ウィズ・ユー (マスターズ・アット・ワーク・リミックス)

フー・イズ・イット・リミックス
1. フー・イズ・イット (ペイシャンス・ミックス)
2. フー・イズ・イット (ザ・モースト・ペイシェント・ミックス)
3. フー・イズ・イット (IHSミックス)
4. フー・イズ・イット (P-マン・ダブ)
5. 今夜はドント・ストップ (ロジャーズ・アンダーグラウンド・クラブ・ソルーション)

## チャート
| チャート (1992–1993年)                                 | 最高位 |
| ------------------------------------------------------ | ------ |
| オーストラリア (ARIA)                                  | 34     |
| オーストリア (Ö3 Austria Top 40)                       | 5      |
| ベルギー (Ultratop 50 Flanders)                        | 9      |
| カナダ トップシングルス (RPM)                          | 6      |
| カナダ ダンス/アーバン (RPM)                           | 5      |
| カナダ / シングル小売 (The Record)                     | 20     |
| カナダ / コンテンポラリー・ヒット・ラジオ (The Record) | 4      |
| ヨーロッパ (Eurochart Hot 100)                         | 8      |
| ヨーロッパ (European Dance Radio)                      | 5      |
| フランス (SNEP)                                        | 8      |
| ドイツ (GfK Entertainment charts)                      | 9      |
| ギリシャ (Pop + Rock)                                  | 7      |
| アイルランド (IRMA)                                    | 6      |
| イタリア (Musica e dischi)                             | 17     |
| オランダ (Dutch Top 40)                                | 15     |
| オランダ (Single Top 100)                              | 13     |
| ニュージーランド (Recorded Music NZ)                   | 16     |
| ノルウェー (VG-lista)                                  | 10     |
| スペイン (AFYVE)                                       | 19     |
| スウェーデン (Sverigetopplistan)                       | 24     |
| スイス (Schweizer Hitparade)                           | 14     |
| UK シングルス (OCC)                                    | 10     |
| UK ダンス・チャート (Music Week)                       | 16     |
| US Billboard Hot 100                                   | 14     |
| US Dance Club Songs (Billboard)                        | 1      |
| US Dance Singles Sales (Billboard)                     | 1      |
| US Hot R&B/Hip-Hop Songs (Billboard)                   | 6      |
| US Pop Airplay (Billboard)                             | 6      |
| US Rhythmic (Billboard)                                | 21     |
| アメリカ キャッシュボックス Top100                     | 5      |

| チャート (2009年)            | 最高位 |
| ---------------------------- | ------ |
| スイス (Schweizer Hitparade) | 49     |

| チャート (1992年)               | 順位 |
| ------------------------------- | ---- |
| ベルギー (Ultratop 50 Flanders) | 95   |
| ヨーロッパ (Eurochart Hot 100)  | 48   |
| ドイツ (Official German Charts) | 49   |

| チャート (1993年)                                   | 順位 |
| --------------------------------------------------- | ---- |
| カナダ (RPM)                                        | 64   |
| 全米 ホット・R&B/ヒップホップ・ソングス (Billboard) | 88   |